# Яновський Людвік Вікторович
Лю́двік Ві́кторович Яно́вський (7 березня 1878 — 1921) — польський історик родом з України (Липовецький повіт на Київщині).

## Життєпис
Закінчив Київський університет (1903) і викладав грецьку мову в середніх школах Києва.
1908 в Кракові здобув докторат з філософії (1909) і 1912 габілітувався як доцент української (руської) і східно-слов'янської літератур; з 1912 очолив катедру української літератури. 1914-17 жив у Швейцарії, після повернення до Києва був співтворцем і ректором Польської колегії університетської в Києві (1917 — 19); з 1919 професор Віденського університету. У студіях Яновського про університети у Вільні, Крем'янці, Києві заторкується і українська проблематика, а праця «Uniwersytel Charkowski w początkach swego powstania 1805 — 20» (Kp. 1911) висвітлює історію культури і освіти в Україні 18 століття у зв'язку з діяльністю Києво-Могилянської академії. У студії «О tak zwanej „Historii Rusów“» (1913) Яновський піддає зміст твору гострій критиці.